# Aelurillus angularis
Aelurillus angularis là một loài nhện trong họ Salticidae.
Loài này thuộc chi Aelurillus. Aelurillus angularis được Jerzy Prószyński miêu tả năm 2000.